# Прапор Севастополя
Пра́пор Севасто́поля — один із символів міста-героя Севастополя затверджений 21 квітня 2000 року рішенням Севастопольської міської ради.
Прапор — прямокутне полотнище червоного кольору, в центрі якого вміщено зображення  герба міста Севастополя. Співвідношення сторін прапора — 2:3.